# Koloniale tentoonstelling

Kaart van de beurs van Lyon in 1894

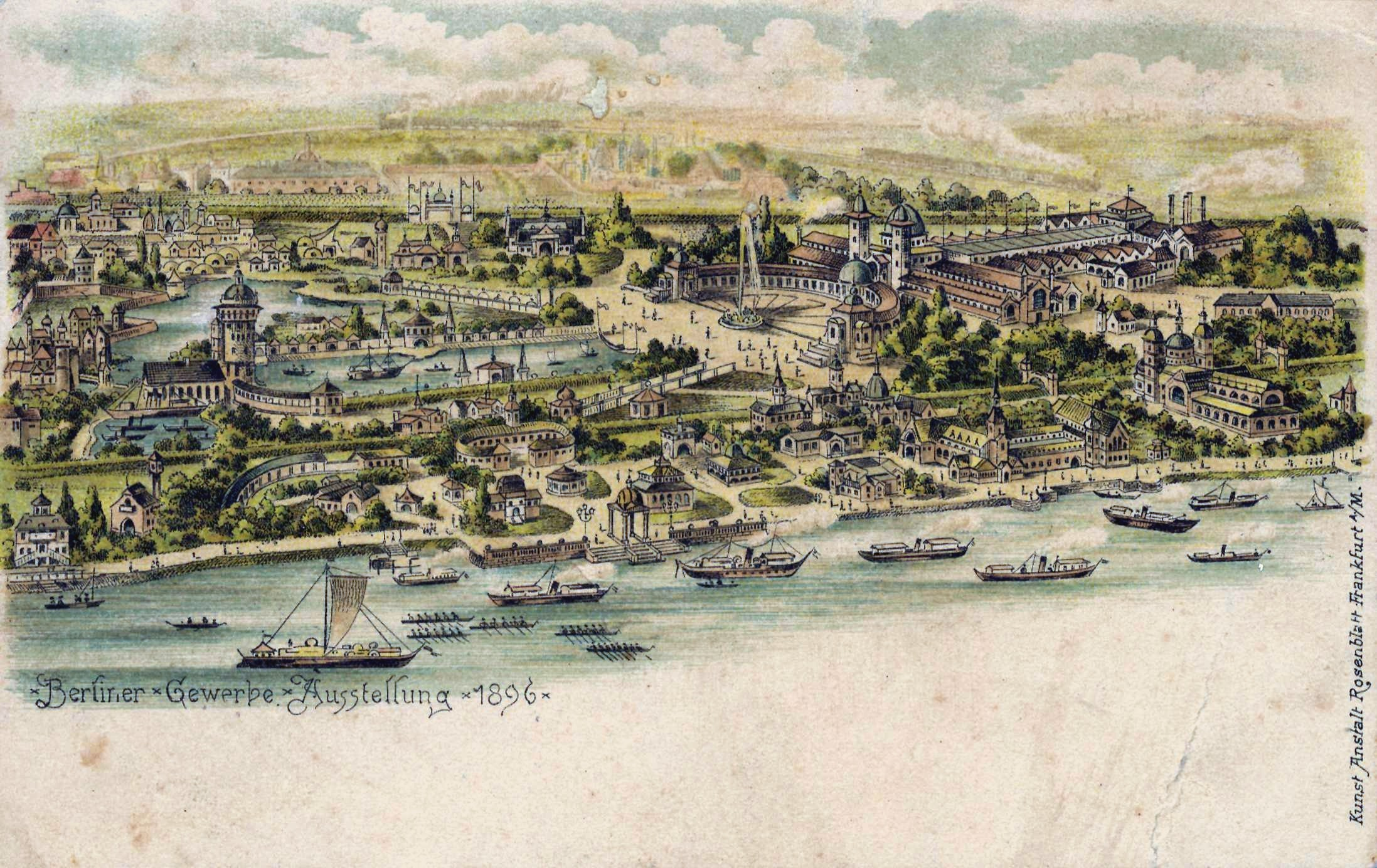
Overzicht van tentoonstelling 1896

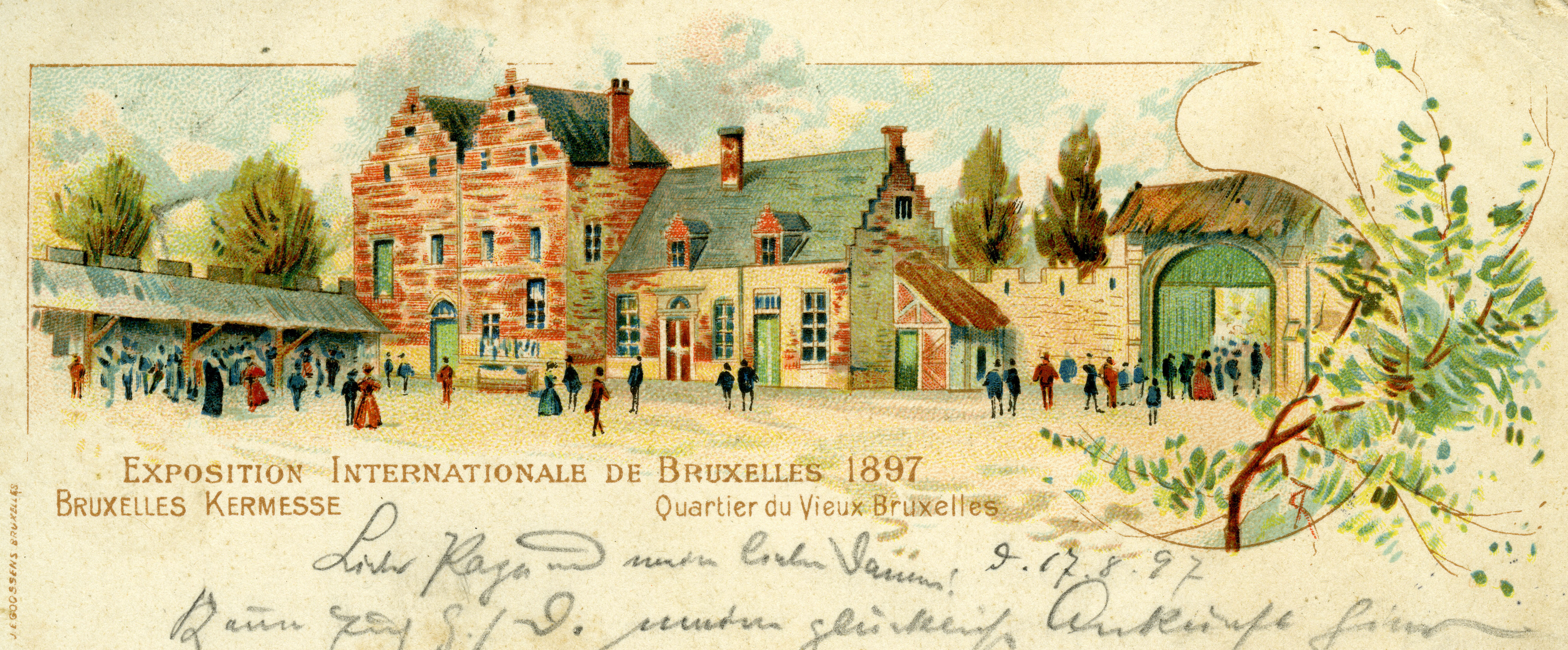
Ansichtkaart van de koloniale tentoonstelling in Brussel

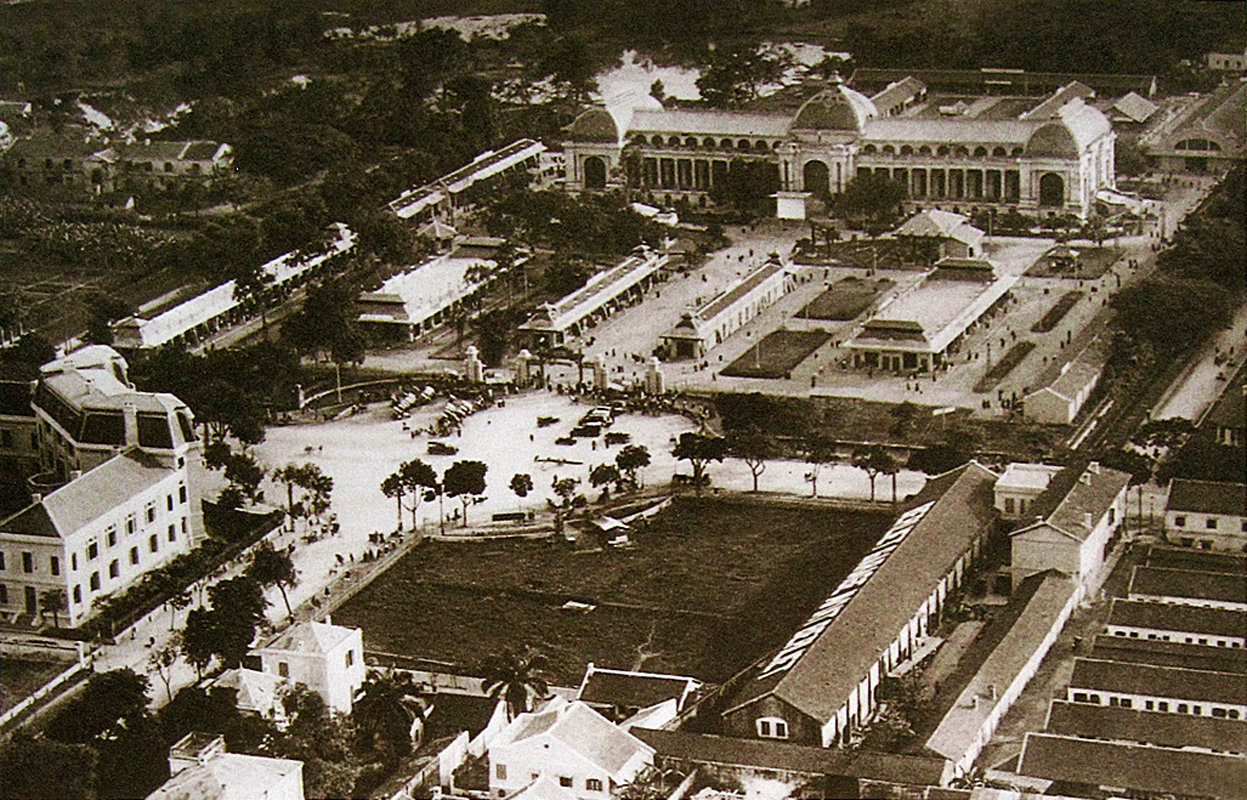
Ansichtkaart van het Palais d'expositions op de tentoonstelling in Hanoi

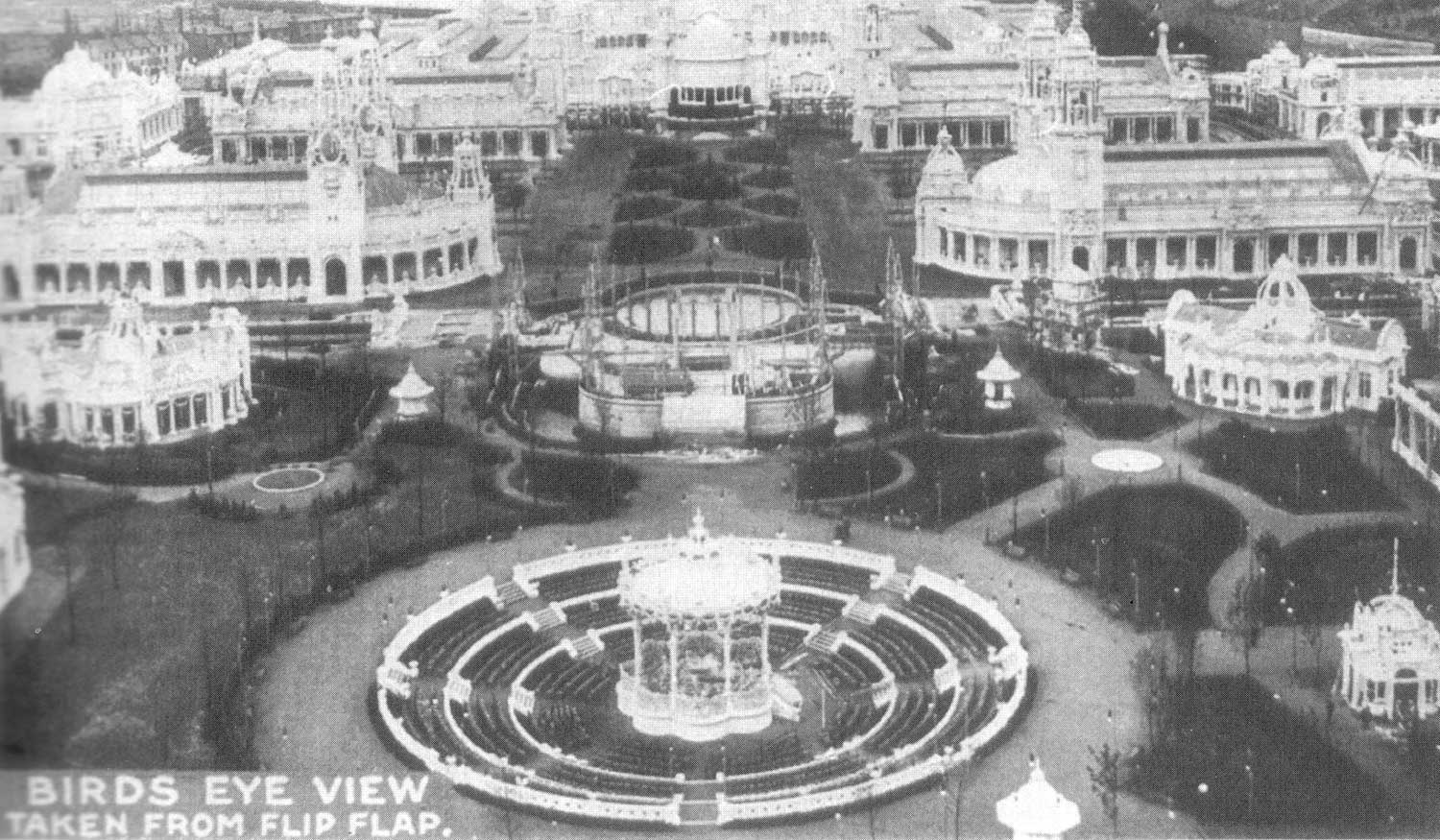
Beeld van de Frans-Britse tentoonstelling

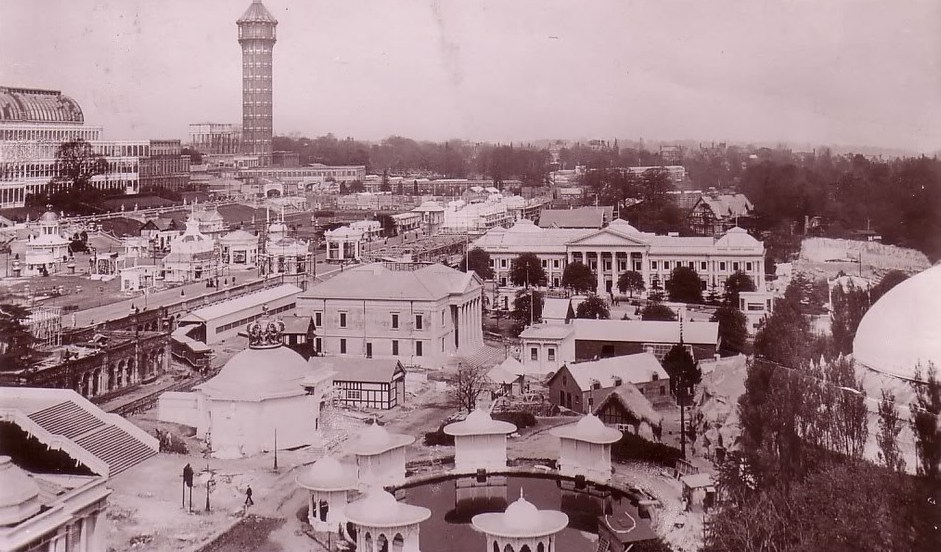
Replica van het Canadese Parlementsgebouw van bij het Festival of Empire

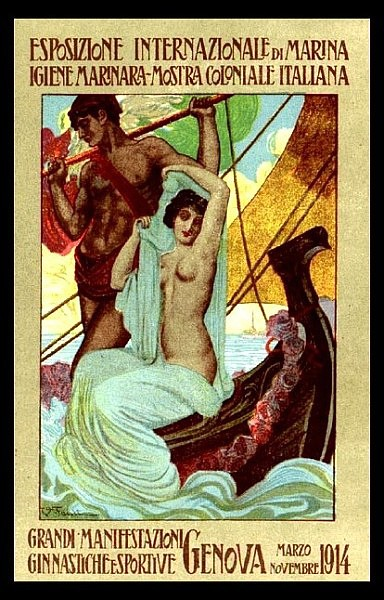
Affiche voor de tentoonstelling in Genua

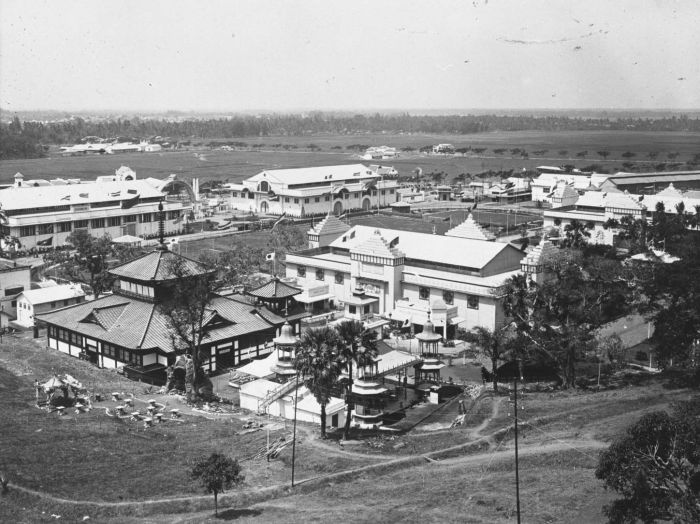
Overzicht van de koloniale tentoonstelling van Semarang.

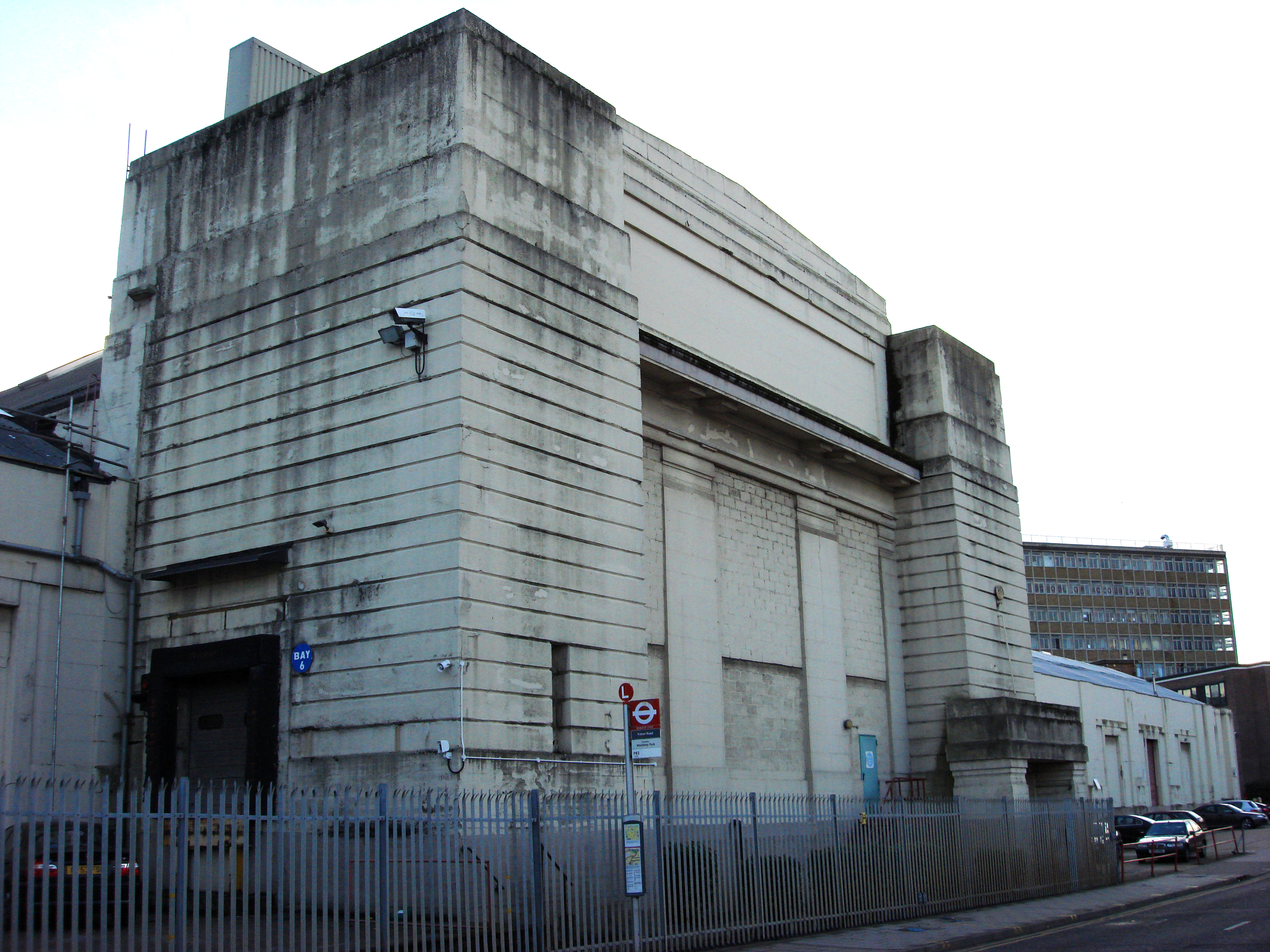
Het Palace of Industry-gebouw van de British Empire tentoonstelling

Een koloniale tentoonstelling was een wereldtentoonstelling die werd gehouden om de internationale handel te stimuleren. Een eerste koloniale tentoonstelling werd in 1866 in Victoria in Australië gehouden; hier namen de verschillende Britse koloniën binnen het Australische continent aan deel. In de jaren 1880 en daarna hadden de internationale koloniale tentoonstellingen als bijkomend doel de steun van de nationale bevolking voor de verschillende koloniale rijken te versterken tijdens de wedloop om Afrika. Er werden inheemse dorpen nagebouwd van verschillende koloniën om de leefwijze van de inheemse bevolking te tonen. Hiervoor werden soms mensen overgebracht voor optredens of als etnologische tentoonstelling, zoals in de Parijse tentoonstelling van 1931 in het Bois de Vincennes.
In Nederland werd in 1883 van 1 mei tot 1 oktober de Internationale Koloniale en Uitvoerhandel Tentoonstelling gehouden op het Museumplein in Amsterdam. In totaal bezochten ongeveer een miljoen bezoekers de Amsterdamse koloniale tentoonstelling.
Een andere bekende koloniale tentoonstelling was de Parijse Koloniale Tentoonstelling die in 1931 werd gehouden: ze duurde in totaal zes maanden en ongeveer 33 miljoen bezoekers bezochten de tentoonstelling. Deze tentoonstelling opende op 6 mei 1931 op 110 hectare van het Bois de Vincennes. De tentoonstelling omvatte tientallen tijdelijke musea en gevels die de verschillende koloniën van de Europese landen vertegenwoordigden, evenals verschillende permanente gebouwen. Hiertoe behoorden het Palais de la Porte Dorée, ontworpen door architect Albert Laprode, dat toen het Musée permanent des Colonies huisvestte en dat later dienstdeed als Cité nationale de l'histoire de l'immigration.
Ook Duitsland en Portugal organiseerden koloniale tentoonstellingen.
Het Japanse Keizerrijk organiseerde koloniale 'showcases' op tentoonstellingen op de Japanse archipel, maar hield ook verschillende grootschalige exposities in de koloniën Korea en Taiwan. Deze tentoonstellingen hadden echter doelstellingen die vergelijkbaar waren met die van hun Europese tegenhangers, in die zin dat ze economische prestaties en sociale vooruitgang onder Japanse koloniale heerschappij benadrukten voor zowel Japanse als koloniale onderdanen.

## Koloniale tentoonstellingen
De volgende tentoonstellingen kunnen worden omschreven als koloniale tentoonstellingen: 
| Naam van de tentoonstelling                                          | Jaar | Plaats       | Land                        |
| -------------------------------------------------------------------- | ---- | ------------ | --------------------------- |
| Sydney International Exhibition                                      | 1879 | Sydney       | Australië                   |
| Internationale Koloniale en Uitvoerhandel Tentoonstelling            | 1883 | Amsterdam    | Nederland                   |
| Colonial and Indian Exhibition                                       | 1886 | Londen       | Engeland                    |
| Koloniale Tentoonstelling (Parijs, 1889)                             | 1889 | Parijs       | Frankrijk                   |
| Exposition universelle, internationale et coloniale                  | 1894 | Lyon         | Frankrijk                   |
| Exposição Insular e Colonial Portuguesa                              | 1894 | Porto        | Portugal                    |
| Great Industrial Exposition                                          | 1896 | Berlijn      | Duitsland                   |
| Exposition nationale et coloniale                                    | 1896 | Rouen        | Frankrijk                   |
| Wereldtentoonstelling van 1897                                       | 1897 | Brussel      | België                      |
| Exposition internationale et coloniale                               | 1898 | Rochefort    | Frankrijk                   |
| Wereldtentoonstelling in Hanoi                                       | 1902 | Hanoi        | Indochina                   |
| United States, Colonial and International Exposition                 | 1902 | New York     | New York                    |
| Koloniale tentoonstelling van Marseille                              | 1906 | Marseille    | Frankrijk                   |
| Koloniale Tentoonstelling (Parijs, 1907)                             | 1907 | Parijs       | Frankrijk                   |
| Franco-British Exhibition                                            | 1908 | Londen       | Engeland                    |
| Festival of Empire                                                   | 1911 | Londen       | Engeland                    |
| Exposition Universelle                                               | 1910 | Brussel      | België                      |
| International exhibition of marine and maritime hygiene              | 1914 | Genua        | Italië                      |
| Koloniale tentoonstelling (Semarang)                                 | 1914 | Semarang     | Nederlands-Indië            |
| Joseon Industriële Tentoonstelling                                   | 1915 | Seoul        | Japanse bezetting van Korea |
| International Exhibition of Rubber and Other Tropical Products       | 1921 | Londen       | Engeland                    |
| Exposition nationale coloniale                                       | 1922 | Marseille    | Frankrijk                   |
| British Empire Exhibition                                            | 1924 | Londen       | Engeland                    |
| Chosun tentoonstelling                                               | 1929 | Seoul        | Japanse bezetting van Korea |
| Exposition internationale coloniale, maritime et d'art flamand       | 1930 | Antwerpen    | België                      |
| Koloniale Tentoonstelling (Parijs, 1931)                             | 1931 | Parijs       | Frankrijk                   |
| Exposição Colonial Portuguesa                                        | 1934 | Porto        | Portugal                    |
| Taiwan Tentoonstelling                                               | 1935 | Taipei       | Formosa                     |
| Empire Tentoonstelling                                               | 1936 | Johannesburg | Zuid-Afrika                 |
| Exposition Internationale des Arts et Techniques dans la Vie Moderne | 1937 | Parijs       | Frankrijk                   |
| Empire Tentoonstelling (Glasgow)                                     | 1938 | Glasgow      | Schotland                   |
| Deutsche Kolonial Ausstellung                                        | 1939 | Dresden      | Nazi-Duitsland              |
| Exposição do Mundo Português                                         | 1940 | Lissabon     | Portugal                    |
| Foire coloniale                                                      | 1948 | Brussel      | België                      |